# Мелоді Бітті
Мелоді Лінн Бітті (англ. Melody Lynn Beattie; 26 травня 1948 —  27 лютого 2025) — американська письменниця, авторка книг із самодопомоги про співзалежні стосунки.

## Освіта та кар'єра
Народилася Мелоді Вейланкур у Міннеаполісі, закінчила середню школу з відзнакою. Почала пити у 12 років, мала алкогольну залежність у 13 років і наркозалежність у 18.
Бітті опублікувала 18 книг, зокрема «Долаємо співзалежність» (англ. Codependent No More), «За межами співзалежності» (англ. Beyond Codependency), «Мова відпускання» (англ. The Language of Letting Go), «Створи дива за сорок днів: перетворення того, що маєш, на те, чого хочеш» (англ. Make Miracles in Forty Days: Turning What You Have into What You Want), яка вийшла 2010 року. Кілька її книжок видано іншими мовами.

## Ідеї
Бітті разом із Джанет Г. Войтіц і Робіном Норвудом були популяризаторами науки, допомагаючи зрозуміти та пояснити роботу психіатра Тіммена Л. Чермака, автора книги «Діагностика та лікування співзалежності». Бітті популяризувала концепцію співзалежності в 1986 році, випустивши книжку «Позбутися співзалежності», яка розійшлася тиражем вісім мільйонів.
Книжку «Долаємо співзалежність» вперше видала Hazelden Foundation.
Ранні роботи Бітті також стали першою «основною книгою» для 12-крокової програми під назвою «Анонімні Співзалежні» (англ. Co-Dependents Anonymous). Хоча «CoDA» тепер має власну офіційно затверджену «основну книгу» (англ. The Big Book), роботи Бітті й надалі залишаються основними текстами на деяких зустрічах «CoDA».
Бітті втратила сина в аварії на лижах 1991 року.

## Смерть
У заяві від 3 березня 2025 року, опублікованій на офіційні облікові сторінки Мелоді Бітті у соціальних мережах Facebook і X, Ніколь Бітті написала, що її мати Мелоді померла 27 лютого 2025 року.

## Переклади українською
2022 року у видавництві «Віват» вийшов український переклад книжки «Долаємо співзалежність. Як припинити контролювати інших і почати дбати про себе». Перекладач — Ігорь Возняк.

## Зовнішні посилання
- Офіційний сайт